# Стадлер, Джозеф
Джозеф Фрэнсис Стадлер (англ. Joseph Francis Stadler; 7 апреля 1887 — 25 февраля 1950) — американский легкоатлет, серебряный и бронзовый призёр летних Олимпийских игр 1904.
На Играх 1904 в Сент-Луисе Стадлер участвовал в соревнованиях по тройному прыжку с места и прыжку в высоту с места. В первой дисциплине он занял третье место с результатом 9,60 м, а во второй вторую позицию, прыгнув на 1,44 м. В итоге Стадлер выиграл серебряную и бронзовую медали.